# Jim Dunnigan
James F. Dunnigan (8 d'agost de 1943) és un autor, analista polític i militar, consultor dels Departaments d'Estat i Defensa del govern dels Estats Units i dissenyador de jocs de guerra estatunidenc, que actualment viu a la ciutat de Nova York.
Dunnigan va néixer al comtat de Rockland, Nova York. Després de l'escola secundària, es va oferir voluntari a l'exèrcit en lloc d'esperar a ser reclutat. De 1961 a 1964, va treballar com a tècnic de reparació dels míssils balístics Sergeant; el seu servei va incloure un temps a Corea. Després, va assistir a la Universitat Pace per estudiar comptabilitat, però després es va traslladar a la Universitat de Colúmbia, on es va graduar en història el 1970.
A la universitat es va involucrar en jocs de guerra. Va dissenyar Jutland, que va publicar Avalon Hill el 1967, al qual van seguir 1914 l'any següent, i PanzerBlitz el 1970, que va arribar a vendre més de 300.000 còpies. Mentrestant, Dunnigan havia fundat la seva pròpia empresa, inicialment coneguda com Poultron Press, i que aviat va passar a anomenar-se Simulations Publications Inc. (SPI). Dunnigan va crear SPI per salvar la revista Strategy &amp; Tactics, que en aquell moment publicava Chris Wagner. Dunnigan havia contribuït amb material a la revista des del seu segon número el febrer de 1967, i quan Wagner es va trobar amb problemes econòmics amb la revista, va vendre els drets a Dunningan per un dòlar. Dunnigan es va fer càrrec d'un soterrani sense finestres al Lower East Side de la ciutat de Nova York, des d'on va publicar el seu primer número, el número 18 de Strategy & Tactics, el setembre de 1969, amb el qual va iniciar la tradició d'incloure un nou joc de guerra amb cada revista. Dunnigan també va crear el joc Sniper! (1973) i, més tard, Dallas: The Television Role-Playing Game (1980), que va ser el primer joc de rol amb llicència. El 1980, Dunnigan es va veure obligat a abandonar SPI ja que la situació econòmica de l'empresa s'estava deteriorant. Va deixar SPI per escriure més llibres, començar a treballar en models de mercats financers i emprendre altres projectes.
Entre 1966 i 1992, va crear més de 100 jocs de guerra i altres simulacions de conflictes, que van des d'Up Against the Wall, Motherfucker (1969) sobre la revolta dels estudiants a Colúmbia (que va presenciar), fins a l'enorme War in Europe o Hundred Years War, en línia, amb els seus socis de sempre Albert Nofi i Daniel Masterson. El 1979, va escriure The Complete Wargames Handbook (primera edició) i el 1980 How to Make War.
Dunnigan dona conferències regularment a institucions militars i acadèmiques, com ara el Grup d'Estudis Estratègics d'Operacions Navals, a Newport, Rhode Island.

## Premis i reconeixements
El 1975, Dunnigan va ser inclòs al Saló de la Fama dels Charles Roberts Awards. El 1999, la revista Pyramid el va nomenar com una de les persones més influents del mil·lenni «com a mínim en l'àmbit dels jocs d'aventura». Va ser honrat com a «dissenyador de jocs famós» pel fet d'aparèixer com a rei de diamants a la baralla de cartes de joc Famous Game Designers de Flying Buffalo el 2008.

## Llibres
- The Complete Wargames Handbook, primera edició, 1979.

- The Complete Wargames Handbook: How to Play, Design and Find Them, edició revisada, William Morrow, 1992. (versió en línia)
- Wargames Handbook: How to Play and Design Commercial and Professional Wargames, tercera edició, 2000. ISBN 0595155464ISBN 0595155464.

- How To Make War: A Comprehensive Guide To Modern Warfare, primera edició, 1983.

- How to Make War: A Comprehensive Guide to Modern Warfare for the Post-Cold War Era, 3a edició, William Morrow, 1993. ISBN 0-688-12157-8ISBN 0-688-12157-8.
- How to Make War: A Comprehensive Guide to Modern Warfare in the Twenty-first Century, 4a edició, HarperCollins, 2003.

- Digital Soldiers, St. Martin's, 1996. ISBN 0-312-14588-8. ISBN 0-312-14588-8.
- Dirty Little Secrets of the 20th Century: Myths, Misinformation, and Unknown Truths About the 20th Century, William Morrow, 1999. ISBN 0-688-17068-4ISBN 0-688-17068-4.
- The Perfect Soldier. Citadel, 2004. ISBN 0-8065-2416-2ISBN 0-8065-2416-2.